# Вулиця Магістральна (Запоріжжя)
Вулиця Магістральна — вулиця в Шевченківському районі міста Запоріжжя. Починається на перетині вулиці Сулими і Народного провулка. Закінчується автошляхом М18, частиною європейського автошляху E105. До вулиці прилучаються: вулиця Сулими, Народний провулок, Фронтовий провулок, Сімферопольський провулок, Флотський провулок, Мармуровий провулок, Озерний провулок, Мозаїчний провулок, Морський провулок, Полярний провулок, Модельний провулок, Армійський провулок, Відрадний провулок, вулиця Тесленка, вулиця Декабристів, провулок Мечникова, вулиця Гетьмана Івана Самойловича, вулиця Олексія Поради, вулиця Виробнича. Перетинає вулиця Карпенка-Карого.

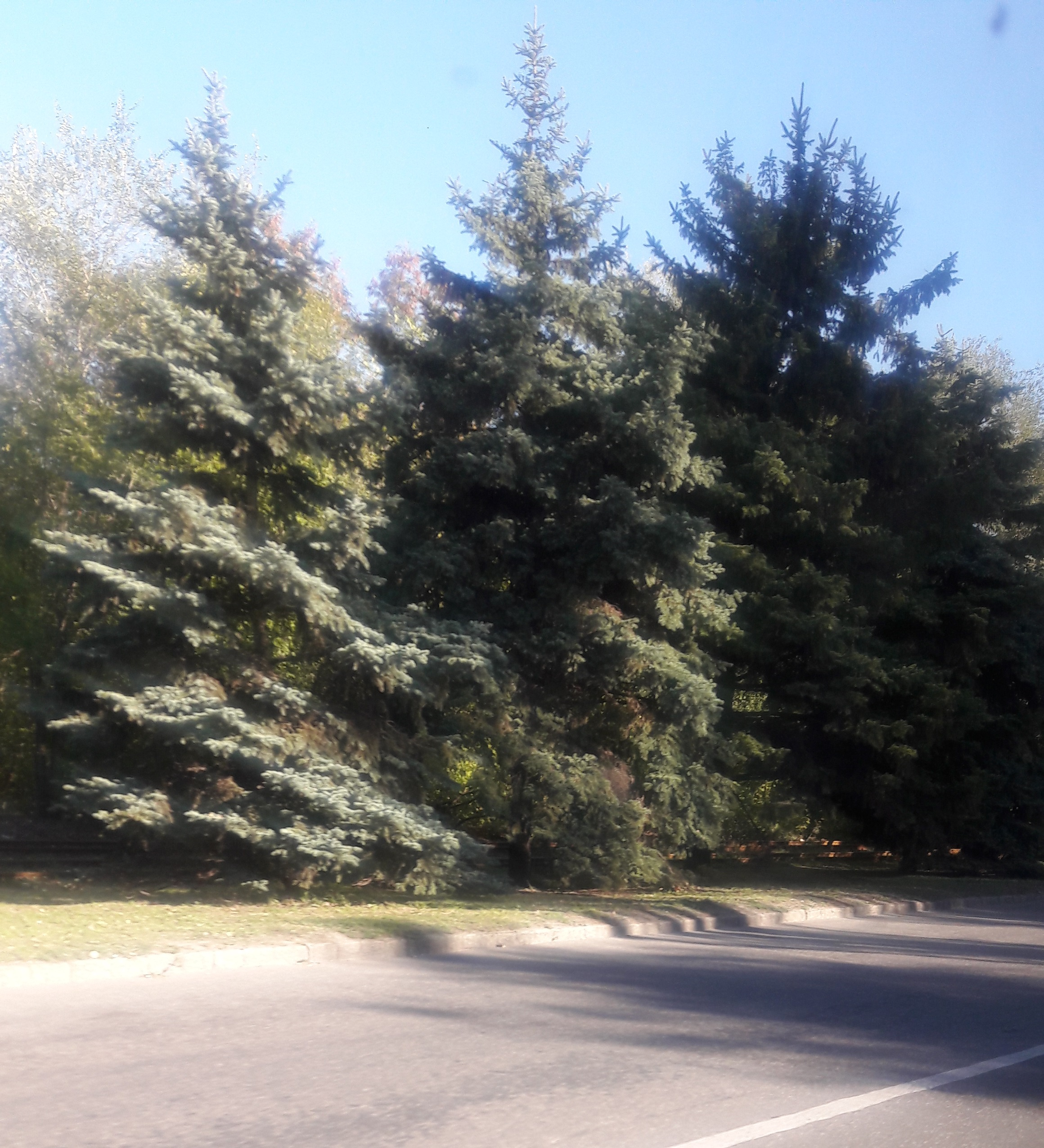
Ялинки вздовж вулиці Магістральної

Частина вулиці проходить через приватний сектор селища Димитрова. Забудова і назва з 1930-х років. Протяжність — 3,65 км. Поруч з дорогою проходить залізнична лінія Синельникове I — Запоріжжя I Придніпровської залізниці (в межаж вулиці розташовані два пасажирських зупинних пунктів Пл. Мотор та Пл. Іскра, над якою прокладено бетонний пішохідний міст. Вулиця проходить поруч з казенним підприємством Науково-виробничий комплекс «Іскра» державного концерну «Укроборонпром».

## Історія
Вулиця утворена у 1930-х роках. Назва походить від автомагістралі міжнародного значення М18, яка пролягає наприкінці вулиці.
У серпні 1959 року був утворений електромашинобудівний завод «Запорізький завод пересувних електростанцій», незабаром для потреб заводу утворили потужний інженерний підрозділ — конструкторське бюро «Іскра».

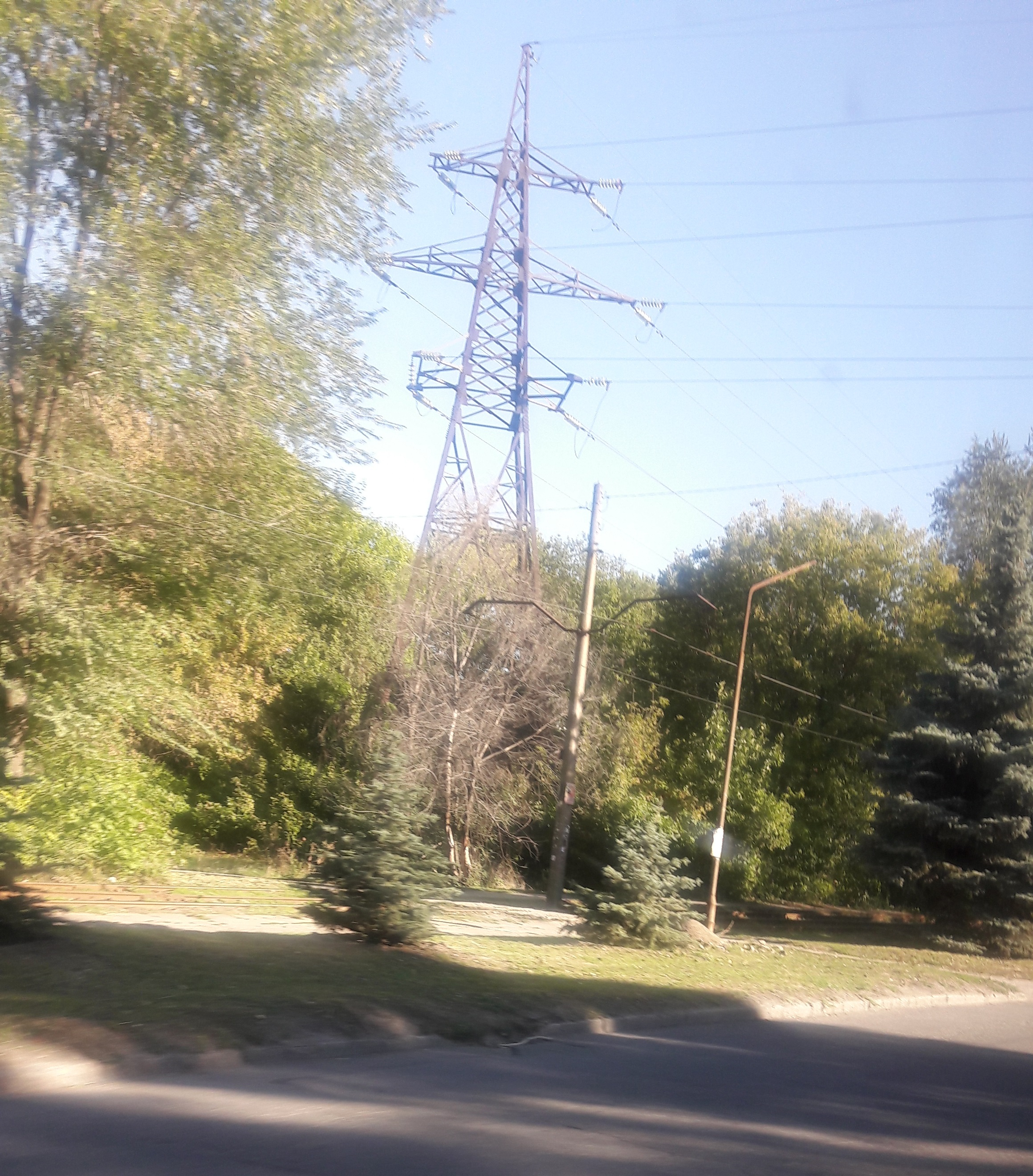
Трамвайна лінія маршруту № 14

1964 року вулицею прокладено трамвайну лінію з відкриттям трамвайного маршруту № 14 «Автострада — Запоріжцирк».

## Об'єкти
- буд. 5В — Департамент реєстраційних послуг Запорізької міської ради
- буд. 60 — Відділення зв'язку № 14 «Укрпошти»
- буд. 72А — Супермаркет «Апельмон»
- буд. 84 — Казенне підприємство «Науково-виробничий комплекс „Іскра“»
- буд. 92 — в народі — «П'яний будинок», супермаркет «Апельмон»,
- буд. 98 — Лісосклад
- буд. 100 — АЗС «WOG»
- буд. 102 — Відділення «ІнТайм» № 43